# Európai lappantyú
Az európai lappantyú vagy kecskefejő (Caprimulgus europaeus) a madarak (Aves) osztályának lappantyúalakúak (Caprimulgiformes) rendjébe, ezen belül a lappantyúfélék (Caprimulgidae) családjába tartozó faj.

## Rendszerezése
A fajt Carl von Linné svéd természettudós írta le 1758-ben.

## Alfajai
- Caprimulgus europaeus dementievi (Stegmann, 1949)
- Caprimulgus europaeus europaeus (Linnaeus, 1758)
- Caprimulgus europaeus meridionalis (Hartert, 1896)
- Caprimulgus europaeus plumipes (Przewalski, 1876)
- Caprimulgus europaeus sarudnyi (Hartert, 1912)
- Caprimulgus europaeus unwini (Hume, 1871)[3]

## Előfordulása
Majdnem egész Európában költ, az északi részek kivételével, valamint Nyugat- és Közép-Ázsiában. Az összes költőmadár Afrikában telel át, a Szaharától délre. Természetes élőhelyei a szubtrópusi és trópusi hegyi esőerdők, gyepek és cserjések.

### Kárpát-medencei előfordulása
Április második felétől szeptemberig tartózkodik Magyarországon, rendszeres fészkelő a ritkásabb erdőkben.

## Megjelenése
Testhossza 26–28 centiméter, szárnyfesztávolsága 57–64 centiméter, tömege pedig 65–100 gramm. Tollazata a fa kérgéhez hasonló barnás-szürkés, ami jó álca pihenés közben. Szeme nagy, bagolyéhoz hasonló. A csőrkávák oldalán meredező serték javítják a rovarcsapdázás hatásfokát. A hímnél jellegzetesek a farok mindkét oldalán és a szárny végén látható fehér foltok.

## Életmódja
Kizárólag éjjel aktív. Tartós párkapcsolatát költés idején minden évben felújítja. Territoriális madár, a hímek monoton, kattogó hanggal jelzik területüket. Tápláléka a röptében elkapott, éjjel aktív rovarokból, lepkékből áll. Rövid, de széles csőrét hatalmasra ki tudja nyitni, ezáltal nagyobb rovarokat is könnyedén ejt. Élettartama általában 8 év.

## Szaporodása
Nászidőszakban a hímek a szárnyaikat testük alatt és felett összecsapdosva tapsolnak. A költési időszak június és augusztus között van. A fészkét a földön rakja, melyben két, barnán vagy szürkén pettyezett, halvány krémszínű tojás található. Évente egyszer, ritkán kétszer költ. A szülők felváltva 18 napig kotlanak. A fiatalok 17 nap után repülnek ki.
|  |

## Természetvédelmi helyzete
Az elterjedési területe rendkívül nagy, egyedszáma még nagy, de csökken. A Természetvédelmi Világszövetség Vörös listáján nem fenyegetett fajként szerepel. Élőhelyének szűkülése, valamint a fekete fenyvesek letermelése miatt, az utóbbi 50 évben Közép-Európában drámaian csökkent az állományuk. Magyarországon védett, természetvédelmi értéke 50 000 Ft. A hímek száma 3500–6000 közötti (1998–2001), és csökken (2000–2012).